# Langensendelbach
Langensendelbach er en kommune i Landkreis Forchheim i Regierungsbezirk Oberfranken i den tyske delstat Bayern.

## Geografi
Langensendelbach ligger ca. otte kilometer syd for Forchheim og otte kilometer nord for Erlangen.

### Inddeling
Kommunen består af landsbyerne Langensendelbach og Bräuningshof.

### Nabokommuner
Nabokommuner er mod syd Marloffstein, Neunkirchen am Brand mod sydøst, Hetzles mod øst, Effeltrich mod nordøst, Poxdorf mod nord, Baiersdorf mod vest og Bubenreuth mod sydvest

## Historie
Langensendelbach hørte til de 14 landsbyer der i 1007 via kejser Henrik den Hellige kom under Bamberg Bispedømme. I 1803 blev den en del af Bayern.